# Dreieckhorn
Il Dreieckhorn (3.811 m s.l.m.) è una montagna delle Alpi Bernesi.

## Descrizione
Si trova nel Canton Vallese sul bordo del Ghiacciaio dell'Aletsch.